# ستيف ويلسون
ستيف ويلسون (بالإنجليزية: Steve Wilson)‏ (24 أبريل 1974 كينغستون أبون هال المملكة المتحدة - ) هو لاعب كرة قدم بريطاني يلعب كحارس مرمى.

## روابط خارجية
- ستيف ويلسون على موقع قاعدة بيانات كرة القدم.إي يو (الإنجليزية)
- ستيف ويلسون على موقع Soccerbase.com (لاعب) (الإنجليزية)